# Sinodendron
A Sinodendron a rovarok (Insecta) osztályának bogarak (Coleoptera) rendjébe, ezen belül a mindenevő bogarak (Polyphaga) alrendjébe és a szarvasbogárfélék (Lucanidae) családjába tartozó nem.

## Rendszerezés
A nembe az alábbi 4 élő faj tartozik:
- tülkös szarvasbogár (Sinodendron cylindricum) (Linnaeus, 1758)
- Sinodendron persicum Reitter, 1902
- Sinodendron rugosum Mannerheim, 1843
- Sinodendron yunnanense Král, 1994